# Mussolet de Pernambuco
El mussolet de Pernambuco (Glaucidium mooreorum) és una espècie d'ocell de la família dels estrígids (Strigidae). Només s'ha identificat a escasses localitats boscoses de l'estat de Pernambuco, al Nord-est del Brasil. El seu estat de conservació es considera en perill crític d'extinció.